# Nephele monostigma
Nephele monostigma is een vlinder uit de familie van de pijlstaarten (Sphingidae). De wetenschappelijke naam van de soort werd in 1925 gepubliceerd door Benjamin Preston Clark.